# Retzow
Retzow è un comune di 510 abitanti del Brandeburgo, in Germania.

Appartiene al circondario della Havelland ed è amministrato dall'Amt Friesack.